# William Millerson
William Millerson (Aruba, 10 de enero de 1953 - Curazao, 20 de junio de 2020) fue un político curazoleño y karateka neerlandés. Tuvo un cinturón negro Dan de octavo grado en kárate, y ganó múltiples Campeonatos de Kárate europeos. Entre 1998 y 2014 fue vicepresidente de la Federación Mundial de Karate. En 2011 Millerson fue condecorado como Caballero de la Orden de Orange-Nassau.

## Carrera deportiva
Millerson empezó para interesarse en el Wadō-ryū mientras estudiaba en Países Bajos. Empezó a entrenar con Jack van Hellemond, a quién le entrenó el sensei Ishikawa, el maestro de kárate japonés. En 1973, ganó en su Países Bajos. Poco después en el año, ganó la plata en el Campeonato Europeo de Kárate. Ganó el campeonato en varias ocasiones. En 1976, Millerson fue campeón en Latinoamérica en Guatemala y campeón del Caribe en Santo Domingo.
Millerson fue elegido presidente del Comité Olímpico de las Antillas Neerlandesas. El 10 de octubre de 2010, las Antillas Neerlandesas se disolvieron, y Curazao se convirtió en un país dentro del Reino. En enero de 2011, el Comité Olímpico Internacional negó el permiso de Curazao para competir bajo su propia bandera, por no ser un país plenamente independiente. Millerson argumentó por el estado similar de Hong Kong. El IOC rechazó reconsiderar su decisión, porque pondría un precedente, e Inglaterra quería competir por separado del Reino Unido. Desde entonces los atletas de las Antillas tienen que competir de manera independiente, para Aruba, la cual fue reconocida con anterioridad a las nuevas reglas, o para los Países Bajos. Millerson describió la situación como el disparate más grande del Comité Olímpico Internacional.

## Carrera política
Millerson se postuló como candidato para el Partido por las Antillas Reestructuradas en las elecciones generales de 2017. El 11 de mayo de 2017 fue elegido Presidente del Parlamento de Curazao. Todos los 19 miembros presentes votaron por él.
Millerson, que sufría de cáncer, dimitió como Presidente por razones de salud el 3 de junio de 2020.
Millerson murió el 20 de junio de 2020, a los 67 años.

## Palmarés
| Campeonato Mundial | Campeonato Mundial           | Campeonato Mundial | Campeonato Mundial |
| Año                | Lugar                        | Medalla            | Prueba             |
| ------------------ | ---------------------------- | ------------------ | ------------------ |
| 1975               | Long Beach ( Estados Unidos) | Medalla de bronce  | Kumite +60 kg      |
| Campeonato Europeo |                              |                    |                    |
| Año                | Lugar                        | Medalla            | Prueba             |
| 1973               | Valencia ( España)           | Medalla de plata   | Kumite +60 kg      |
| 1975               | Ostende ( Bélgica)           | Medalla de plata   | Kumite +60 kg      |